# Memphis Minnie
Lizzie Douglas ou Memphis Minnie (3 de junho de 1897– 6 de Agosto de 1973) foi uma cantora e compositora americana de blues que gravou em torno de 200 músicas entre as décadas de 1920 e 1950. Suas músicas mais famosas são "Bumble Bee", "Nothing in Rambling" e "Me and My Chauffeur Blues". Também é lembrada atualmente por ter escrito uma música chamada "When the Levee Breaks", que, com letra e melodia ligeiramente alteradas, foi regravada pelo Led Zeppelin em seu quarto álbum homônimo.

## Infância
Lizzie nasceu em Algiers, Louisiana, era a mais velha entre 13 irmãos. Seus pais, Abe e Gertrude Douglas, lhe deram o apelido Kid quando era criança, e a família continuou chamando-a assim porque ela nunca gostou do nome Lizzie. Quando começou a se apresentar usava o nome artístico Kid Douglas.
Aos 7 anos se mudou com sua família para Walls, Mississippi ao sul de Memphis. No ano seguinte ganhou seu primeiro violão como presente de natal. Aprendeu a tocar banjo aos 10 anos e violão aos 11, e logo começou a tocar em festas. Em algum tempo, a família se mudou novamente, agora para Brunswick, Tennessee. Depois da morte de sua mãe em 1922, seu pai se mudou novamente para Walls, onde morreu em 1935.

## Carreira
Em 1910, aos 13 anos, Minnie fugiu de casa para viver na Beale Street, em Memphis. Tocou violão nas ruas por trocados durante quase toda sua adolescência, ocasionalmente retornando para a fazenda de sua família quando ficava sem dinheiro. Suas apresentações nas ruas lhe renderam uma turnê pelo sul com o circo Ringling Brothers de 1916 a 1920.
Após a turnê voltou para a Beale Street onde havia uma próspera cena de blues e conseguiu sobreviver com o que conseguia tocando e cantando, às vezes suplementando sua renda com prostituição (naquela época não era incomum artistas mulheres trabalharem com prostituição por necessidades financeiras).
Em 1929 ela e Kansas Joe McCoy, seu segundo marido, começaram a se apresentar juntos. Foram descobertos por uma caça talentos da Columbia Records em frente a uma barbearia onde se apresentavam por moedas. A dupla foi então para Nova Iorque gravar algumas músicas pela Columbia sob o nome Kansas Joe and Memphis Minnie. Em fevereiro de 1930 gravaram a música "bumble bee" pela Vocalion Records. Essa se tornou uma das músicas mais populares de Memphis Minnie que chegou a gravar 5 versões diferentes. Minnie e McCoy continuaram trabalhando juntos até setembro de 1934, quando gravaram sua última sessão juntos pela Decca Records. They divorced in 1935.
Em 1935 Minnie foi morar em Chicago e se juntou a um grupo de músicos que trabalhava regularmente para o produtor musical Lester Melrose. Novamente sozinha após seu divórcio de McCoy, Minnie começou a experimentar estilos e sons diferentes. Gravou 4 músicas para a Bluebird records em julho de 1935, retornou para a Vocalion em agosto, mas voltou a gravar pela Bluebird em outubro, desta vez acompanhada por Casey Bill Weldon. No final da década de 1930, Minnie havia gravado praticamente 20 músicas pela Decca e 8 pela Bluebird. Durante essa mesma época fez turnês regulares se apresentando principalmente no sul dos Estados Unidos.
Em 1938 Minnie retornou para a Vocalion acompanhada de Papa Charlie McCoy (irmão de Kansas Joe) no mandolim. Nessa época Minnie se casou com o cantor e guitarrista Ernest Lawlars conhecido como Little Son Joe. Juntos gravaram pela Okeh Records durante toda a década de 1940. Em 1941 Minnie começou a tocar guitarra elétrica, em maio desse mesmo ano gravou seu maior sucesso, "Me and My Chauffeur Blues". Minnie gravou mais dois blues standards na mesma época, "looking the world over" e "black rat swing" (lançada sob o nome "Mr. Memphis Minnie").
No meio da década de 1940 Minnie e Lawlars continuaram seu trabalho como "banda da casa" no popular clube de Chicago 708 Club, onde recebiam como convidados ocasionais Big Bill Broonzy, Sunnyland Slim e Snooky Pryor.
No final da década de 40 os bares começaram a contratar artistas mais jovens e mais baratos, assim a Columbia demitiu diversos artistas de blues incluindo Memphis Minnie. Sem conseguir se adaptar, Minnie continuou sua carreira gravando por selos menores, dentre eles Regal, Checker e J.O.B.

## Fim de carreira e morte

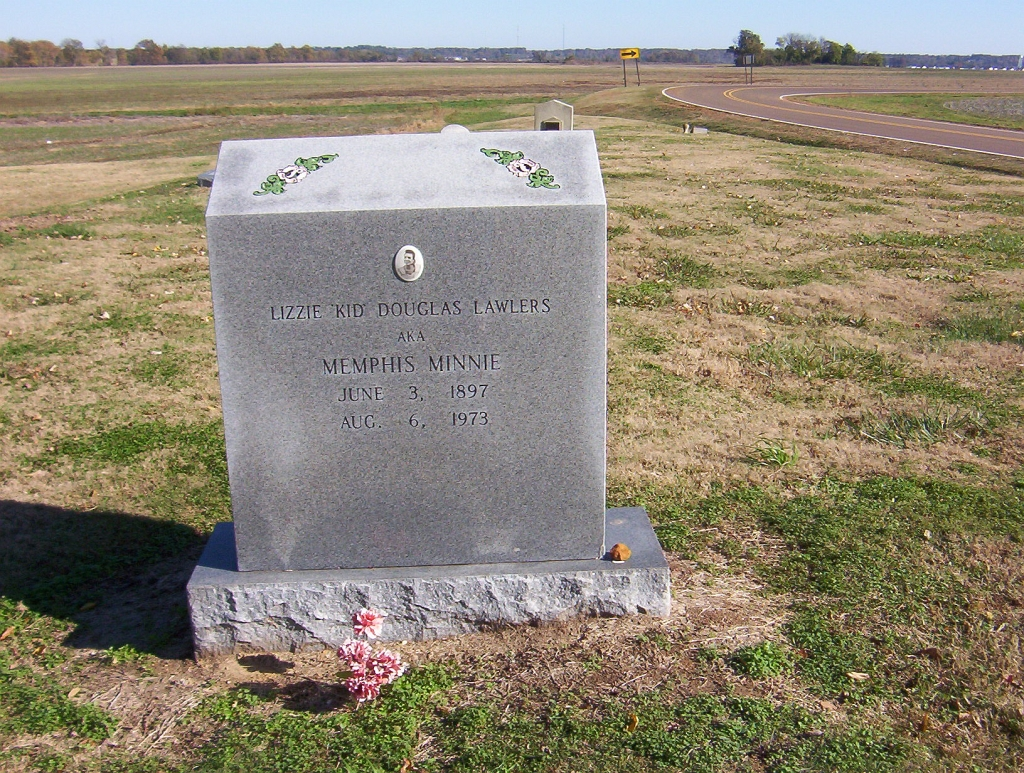
Túmulo de Memphis Minnie

Minnie continuou sua carreira pela década de 1950, mas sua saúde começou a piorar. Com o interesse público diminuindo por sua música resolveu se aposentar e em 1957 voltou para Memphis com Lawlars. Periodicamente se apresentava em estações de rádio de Memphis encorajando músicos de blues mais jovens. Em 1958 se apresentou em um show em homenagem a Big Bill Broonzy.
Em 1960 Minnie sofreu um AVC que a confinou a uma cadeira de rodas. Lawlars morreu no ano seguinte. Minnie sofreu outro derrame pouco tempo depois e não conseguiu mais sobreviver com seu salário do seguro social. Algumas revistas publicaram sobre a situação de Minnie e leitores enviaram dinheiro em campanha para ajudá-la.[carece de fontes?] Minnie passou seus últimos anos na Jell Nursing Home em Memphis, onde morreu em 1973 após outro AVC.
Minnie foi enterrada no cemitério New Hope Baptist Church em Walls, Mississippi. Uma lápide funerária paga por Bonnie Raitt foi erguida pelo Mount Zion Memorial Fund em 13 de outubro de 1996, com a presença de 34 membros da família de Minnie, incluindo sua irmã Daisy. A cerimônia foi filmada para emissão pela BBC.
Em sua lápide esta gravado:

Lizzie "Kid" Douglas Lawlers
aka Memphis Minnie

A inscrição no verso de sua lápide possui o seguinte texto:

"The hundreds of sides Minnie recorded are the perfect material to teach us about the blues. For the blues are at once general, and particular, speaking for millions, but in a highly singular, individual voice. Listening to Minnie's songs we hear her fantasies, her dreams, her desires, but we will hear them as if they were our own."

## Discografia
| Ano          | Álbum                                                        | Selo                |
| ------------ | ------------------------------------------------------------ | ------------------- |
| 1982         | The Best of Memphis Minnie Vol. 1 1929–1938                  | Earl                |
| 1988         | I Ain't No Bad Gal                                           | Portrait            |
| 1997         | Me & My Chauffeur 1935–1946, with Little Son Joe             | EPM Musique         |
| 2000         | Pickin' the Blues, with Kansas Joe McCoy                     | Culture Press       |
| 2008         | Memphis Minnie & Kansas Joe: Early Recordings (1929–1936)    | Autogram            |
| desconhecido | Gonna Take the Dirt Road Home: Memphis Minnie in the Forties | Origin Jazz Library |
| desconhecido | City Blues                                                   | Aldabra Records     |
| desconhecido | Travelling Blues                                             | Aldabra Records     |

## Coletâneas
| Ano          | Título                                                                                    | Selo                |
| ------------ | ----------------------------------------------------------------------------------------- | ------------------- |
| 1964         | Blues Classics by Memphis Minnie                                                          | Blues Classics      |
| 1967         | Vol. 2 Early Recordings with Kansas Joe McCoy                                             | Blues Classics      |
| 1968         | Blind Willie McTell and Memphis Minnie – Love Changin' Blues                              | Biograph Records    |
| 1973         | 1934–1941                                                                                 | Flyright Records    |
| 1973         | 1941–1949                                                                                 | Flyright Records    |
| 1977         | 1936–1949 Hot Stuff                                                                       | Magpie Records      |
| 1982         | World of Trouble                                                                          | Flyright Records    |
| 1983         | Moaning the Blues                                                                         | MCA Records         |
| 1984         | In My Girlish Days 1930–1935                                                              | Travelin’ Man       |
| 1987         | 1930–1941                                                                                 | Old Tramp           |
| 1988         | I Ain’t No Bad Girl                                                                       | CBS                 |
| 1991         | Hoodoo Lady 1933–1937                                                                     | Columbia            |
| 1994         | In My Girlish Days                                                                        | Blues Encore        |
| 1996         | Let's Go to Town                                                                          | Orbis               |
| 1997         | Queen of the Blues                                                                        | Columbia            |
| 1997         | The Queen of the Blues 1929–1941                                                          | Frémeaux & Associés |
| 2000         | Pickin' the Blues                                                                         | Catfish Records     |
| 2003         | Me and My Chauffeur Blues                                                                 | Proper Records Ltd. |
| 2007         | Complete Recorded Works in Chronological Order – Volume 1 – 10 January to 31 October 1935 | Document Records    |
| desconhecido | Ma Rainey / Memphis Minnie – Night Time Blues                                             | History             |

## Nota
- Este artigo foi inicialmente traduzido, total ou parcialmente, do artigo da Wikipédia em inglês cujo título é «Memphis Minnie».